# Babylon i Brøndby
Babylon i Brøndby er en dokumentarfilm fra 1996 instrueret af Anja Dalhoff efter eget manuskript.

## Handling
En have med mange forskellige blomster er smukkere og mere spændende end en have med kun én slags blomster. Det billede bruger en bosnisk musiker om det multikulturelle miljø i betonbyggeriet Brøndby Strand. I Brøndby Strand bor knap 8000 mennesker, 40% er udlændinge, og de kommer fra over 60 forskellige lande. Denne dokumentarfilm opsøger situationer, hvor danskere og udlændinge mødes. Den følger viceværten rundt i forskellige miljøer samt et lille humørfyldt arbejdssjak af blandet nationalitet. Der er fordomme og racisme i Brøndby Strand, men også liv på tværs af generationer og kulturer.